# らする
らする（Rustle、12月6日 - ）は、日本の漫画家、イラストレーター。

## 概要
主に成人向け漫画雑誌にて作品を発表している。性に鷹揚あるいは貪欲な少女をヒロインとする作品が多い。
同人サークル「MIEOW」にて同人作家としても活動している。発行する同人誌には既存の作品を扱った、いわゆる二次創作作品はほとんど無く、大半がオリジナルの少女を描いた成人向けとなっている。
2010年10月22日、英国ロンドンのフリーニュースペーパー「METRO」紙上に初音ミクの記事が取り上げられた際、らするの描いた初音ミクが紙面に掲載された。この件について、らするはTwitter上で「掲載許可などの連絡は一切きていません。僕は今回のそれをどうこうしようと思っていません」と発言している。
2011年4月にJellyfishより発売されたアダルトゲーム『SISTERS 〜夏の最後の日〜』においてキャラクター原案として参加した。
2018年11月、「様々な諸事情」による引退を発表した。
2021年9月、Twitterにて復帰を発表。

## 作品リスト

### 単行本
- 『Stripe Cats』 2007年6月28日発行（同日発売[6]）、松文館〈別冊エースファイブコミックス〉、ISBN 978-4-7901-1958-6

掲載誌の列の[ア]はアンソロジー。
| 作品タイトル               | 掲載誌 / 初出 (日付の場合は発売日)                                         | 掲載誌 / 初出 (日付の場合は発売日) | 頁数 | 収録単行本     | 備考     |
| -------------------------- | -------------------------------------------------------------------------- | ---------------------------------- | ---- | -------------- | -------- |
| ぴんくにゃんにゃん         | COMICペンギンクラブ                                                        | 2002年11月号                       |      | (単行本未収録) | [ 注 1 ] |
| 未来少女チャ・トラ         | COMICペンギンクラブ                                                        | 2003年02月号                       |      | (単行本未収録) | [ 注 1 ] |
| ぱずる                     | COMICペンギンクラブ山賊版                                                  | 2003年02月号                       |      | (単行本未収録) | [ 注 1 ] |
| アイドリングスタート       | COMICペンギンクラブ山賊版                                                  | 2003年03月号                       |      | (単行本未収録) | [ 注 1 ] |
| うぇいたもーめん           | COMICペンギンクラブ山賊版                                                  | 2003年04月号                       |      | (単行本未収録) | [ 注 1 ] |
| ぱっくんちょ               | COMICペンギンクラブ                                                        | 2003年08月号                       |      | (単行本未収録) | [ 注 1 ] |
| 日陰の花                   | COMICペンギンクラブ山賊版                                                  | 2003年10月号                       |      | (単行本未収録) | [ 注 1 ] |
| ひといきいれよっ♪          | COMICペンギンクラブ                                                        | 2004年02月号                       |      | (単行本未収録) | [ 注 1 ] |
| まぁぶるすくぅる           | [ア] スク水vsブルマ 真冬の大運動会!                                        | 2004年12月                         | 16   | Stripe Cats    |          |
| 記憶紛失                   | 美少女的快活力 Vol.001                                                     | 2005年02月号 純愛果実増刊          | 16   | Stripe Cats    |          |
| いけないシュラインメイデン | [ア] ふぇちっ娘VS Vol.2 巫女さんvsメイドさん アナタにご奉仕しちゃいますっ! | 2005年02月                         | 16   | Stripe Cats    |          |
| おねぇちゃんといっしょ     | [ア] 萌え姫 Vol.1                                                          | 2005年03月                         | 16   | Stripe Cats    |          |
| あねぃたコンプレックス     | [ア] 萌え姫 Vol.3                                                          | 2005年06月28日                     | 16   | Stripe Cats    |          |
| 七色の下で                 | [ア] この人痴漢です! Vol.1                                                 | 2005年08月29日                     | 16   | Stripe Cats    |          |
| C-Mate こみゅにけいしょん  | コミックP-Mate Vol.1                                                       | 2005年09月                         | 20   | Stripe Cats    |          |
| お兄ちゃんのヒミツ         | コミックP-Mate Vol.2                                                       | 2005年10月                         | 20   | Stripe Cats    |          |
| ぴんくはにーさんど         | コミックP-Mate Vol.3                                                       | 2005年11月                         | 16   | Stripe Cats    |          |
| 仔猫、威を借る。           | [ア] この人痴漢です! Vol.3                                                 | 2005年12月27日                     | 16   | Stripe Cats    |          |
| ひみつの放課後             | COMIC LO                                                                   | 2007年11月号                       | 20   | (単行本未収録) |          |
| 話があるの。               | [ア] PETA Vol.1                                                            | 2011年12月17日                     | 8    | (単行本未収録) |          |
| ただいま。                 | COMIC LO                                                                   | 2012年11月号                       | 60   | (単行本未収録) |          |